# Viking: Battle for Asgard
Viking: Battle for Asgard is een computerspel dat ontwikkeld is door Creative Assembly en uitgegeven door Sega op 28 maart 2008 voor de Xbox 360 en PlayStation 3. Op 17 oktober 2012 werd het spel ook uitgegeven voor Microsoft Windows. Het spel is gebaseerd op de Noordse mythologie waarbij de oorlog tussen de goden nu ook gevochten wordt op Midgaard. Freya's kampioen Skarin moet de Vikingen tegen de legers van de godin Hel leiden.

## Gameplay
Het spel is een open wereld waarin de speler drie eilanden in Midgaard kan bezoeken. De speler kan vrij deze eilanden bezoeken en zijn mede-Vikingen redden zodat zij hem later in gevechten kunnen helpen. Sinds het vorige spel van Sega met dit genre (Spartan: Total Warrior), zijn er een aantal aanpassingen gemaakt. Zo zijn quicktime-events toegevoegd om bijvoorbeeld grote reuzen neer te halen. Tevens zijn er geen aanvallen meer om bij meerdere tegenstanders tegelijk schade aan te richten. Hierdoor is het veel gevaarlijker geworden om aangevallen te worden door meerdere tegenstanders tegelijk.
Op de eilanden staan een hoop kleine dorpjes die aangevallen en overgenomen kunnen worden. Wanneer de speler alle missies op een eiland heeft volbracht, vindt een grote strijd tussen twee legers of een belegering van een vesting plaats. Significant voor dit spel is dat er veel soldaten tegelijk vechten, er kunnen honderden soldaten tegelijk op de map aanwezig zijn.
Om de vijanden te verslaan moet de speler veel verschillende technieken toepassen. Zo kan een sjamaan gedood worden om te zorgen dat er geen tegenstanders meer worden opgeroepen. Tevens laten vijandelijke kampioenen soms drakenrunen vallen, waarmee draken opgeroepen kunnen worden om de vijanden te verslaan. De hack and slash stijl van het spel gaat een stap verder dan Spartan: Total Warrior doordat het geweld een stuk groter is. Zo kan er nu ook verminking van lichamen toegepast worden door bijvoorbeeld een arm of been af te hakken.

## Verhaal
De goden in Asgaard zijn in een felle oorlog verwikkeld. De oorlog is verergerd en heeft zich uitgebreid naar Midgaard, het rijk van de stervelingen. Om dit gevaar aan te kunnen wordt er een kampioen gekozen die tegenstand kan bieden aan de Goden. De godin Hel, dochter van Loki, is verbannen van Asgaard omdat ze de regel van Odin heeft verbroken. Als wraak wil zij de wolvengod Fenrir bevrijden, die volgens legendes Ragnarok zou ontketenen. Met haar leger van uit de dood opgewekte vikingkrijgers valt ze Midgaard aan.
Freya krijgt de opdracht om Hel te stoppen en de mensheid te redden. Als haar kampioen kiest ze Skarin, een gigantisch goede krijger die met persoonlijke problemen kampt. De kampioen krijgt de opdracht om de legers van Hel een halt toe te roepen.